# Георгиев, Сергей (футболист)
Сергей Георгиев  (рум. Serghei Gheorghiev; род. 20 октября 1991[…], Кирсово, Республика Гагаузия) — молдавский футболист, полузащитник клуба «Навбахор».

## Клубная карьера
В 2008 году начал выступать за клуб «Шериф», в июне 2013 года перешёл в ФК «Тирасполь». Позднее был отдан в аренду в «Динамо-Авто». В июне 2014 года вернулся в «Шериф». В марте 2015 года был отдан в аренду до конца года узбекскому клубу «Навбахор». В матче 11 тура принес победу своей команде в игре против «Коканд 1912».

## В сборной
Привлекался в состав молодёжной сборной Молдавии, на молодёжном уровне сыграл в 5 официальных матчах, забил 1 гол. 9 февраля 2011 года дебютировал в составе национальной сборной Молдавии в товарищеском матче против сборной Андорры.

## Достижения
- Чемпион Молдавии (4): 2009, 2010, 2012, 2013
- Обладатель Кубка Молдавии (2): 2009, 2010
- Обладатель Суперкубка Молдавии (4): 2003, 2004, 2005, 2007
- Финалист Суперкубка Молдавии (1): 2014
- Обладатель Кубка чемпионов Содружества: 2009